# Urbain Canel
Pour les articles homonymes, voir Canel.
Urbain Canel (1789-1867)  est un éditeur-libraire français.
Il est surtout connu pour sa faillite en association avec Balzac, mais aussi pour avoir soutenu les romantiques et publié les plus grandes plumes du XIXe siècle.

## Biographie

### Origines et débuts
Urbain Louis François Canel est le fils de Louise Marie Rose Thérèse Augustine Foucher et du négociant nantais Nicolas Urbain Charles Canel. Abandonnée par son mari, Madame Canel et ses trois enfants viennent s’installer à Paris en 1816. Le jeune Canel, passionné de poésie, devient revendeur pour le compte d'un fleuriste.
Le 8 septembre 1822, il fait la demande d'un brevet de librairie. Reçu, il commence son métier associé à Jean-Marie-Vincent Audin, au 25 quai des Augustins ; Canel possède un bureau au 5 rue Hautefeuille. Ils éditent en 1823 Alphonse de Lamartine. En 1824, Canel déménage 30 place Saint-André-des-Arts. En 1825, il reprend la revue des Tablettes romantiques, qu'ils renomment Annales romantiques. Un autre libraire, Ulfrand Ponthieu, installé au Palais-Royal, s'associe à eux de temps en temps.

### L'aventure avec Balzac
Urbain Canel s'associe le 31 mars 1825 à un autre libraire, Augustin Delongchamps, pour publier en caractère mignonne une éditions des Œuvres complètes de Molière, mais aussi Jean de La Fontaine, Pierre Corneille, Jean Racine. Projet ambitieux qui nécessite des apports d'argent frais. Quand il expose ce projet à Balzac (qui n'est pas encore Balzac) mais qu'il a rencontré par le biais du journaliste Horace-Napoléon Raisson (1798-1854), le jeune homme est enthousiasmé et il court chercher des fonds auprès de son père. C'est finalement un ami de Bernard-François Balzac, Henri Dassonvillez de Rougemont, qui avance la somme de six mille francs, promettant au jeune Balzac, un quart des bénéfices. Les éditions des auteurs classiques français sont illustrées : Balzac fait appel à Achille Devéria. Et Balzac fait paraître anonymement chez Canel son Wann-Chlore.
À la fin de l’année 1825, Canel déménage au 9 rue Saint-Germain-des-Prés, dans un local loué par Charles Gosselin.
Cependant, dès le 1er mai 1826, Canel et Delongchamps lâchent Balzac. Ce qui n'empêche pas ce dernier de rester très ami avec Urbain Canel. L'éditeur est en faillite depuis le 13 juillet 1826, juste avant la publication d‘Armance de Stendhal (1827), mais dès mars 1827, il reprend du service. Il se marie le 28 août 1828 avec Marie Louise Anna Roch, une jolie femme pour laquelle Balzac avait un penchant et qu'il surnommait « la Miss », ou « Miss Anna » et dont il aimait à caresser les cheveux,.
Il déménage ensuite au 3 rue des Fossés-Montmartre, puis en 1829, au 16 rue Jean-Jacques Rousseau. Il se lance dans des productions ambitieuses. En 1831, il déménage au 104 rue du Bac, sa dernière adresse professionnelle.

### Bilan
Urbain Canel publia les Annales romantiques, une revue où se retrouve des textes de Alphonse de Lamartine, Stendhal, Alfred de Vigny, Delphine de Girardin, George Sand, Alfred de Musset, Victor Hugo, Sainte-Beuve, Eugène Sue, et qui figurent parmi les auteurs qu'il a publiés. Il a connu des remises à flot acrobatiques et des associations multiples : pour les seules éditions de Balzac, avec Henri de Latouche pour la publication du Dernier Chouan (Les Chouans), avec Levavasseur pour la Physiologie du mariage, avec Gosselin pour La Peau de chagrin, avec Adolphe Guyot pour les Contes bruns. Il a continué ainsi, après avoir rétabli sa situation financière plusieurs fois, jusqu'au moment de sa dernière faillite  dont il ne s'est pas relevé : après novembre 1834 et l'arrestation pour dettes de son associé Adolphe Guyot.
Il devient ensuite représentant en livres pour diverses maisons. 
Il meurt le 17 décembre 1867, en son domicile parisien, 20 rue du Cirque.